# Colobanthus diffusus
Colobanthus diffusus är en nejlikväxtart som beskrevs av Joseph Dalton Hooker. Colobanthus diffusus ingår i släktet Colobanthus, och familjen nejlikväxter. Inga underarter finns listade i Catalogue of Life.